# Pedrera i taller d'escultura de Yesemek
La pedrera i taller d'escultura de Yesemek és un museu a cel obert i un jaciment arqueològic situat a la província de Gaziantep, a Turquia. El lloc, amb una superfície de 110.000 m², fou una pedrera durant els períodes històrics hitita i arameu.

## Geografia
El museu és al sud del poble de Yesemek, al districte d'İslahiye de la província de Gaziantep. Es troba als vessants occidentals de l'àrea muntanyenca de l'est de l'embassament de Tahtalı. És a 1,5 km del poble, a 23 km d'İslahiye i a 113 km de Gaziantep. S'hi pot arribar per carretera des de Gaziantep, İskenderun o Antioquia.

## Història de les excavacions
Les restes, les desenterrà parcialment l'arqueòleg austríac Felix von Luschan quan excavava a Zincirli, al nord de l'àrea, el 1890. Entre 1957 i 1961, l'arqueòleg turc Bahadir Alkim en tragué unes 200 escultures. El treball més recent s'hi efectuà entre 1989 i 1991 pel també arqueòleg Ilham Temizsoy, director del Museu de Civilitzacions Anatòlies, que en descobrí un altre centenar d'objectes. El lloc és ara un museu a cel obert administrat pel Museu d'Arqueologia de Gaziantep.

## Història del lloc

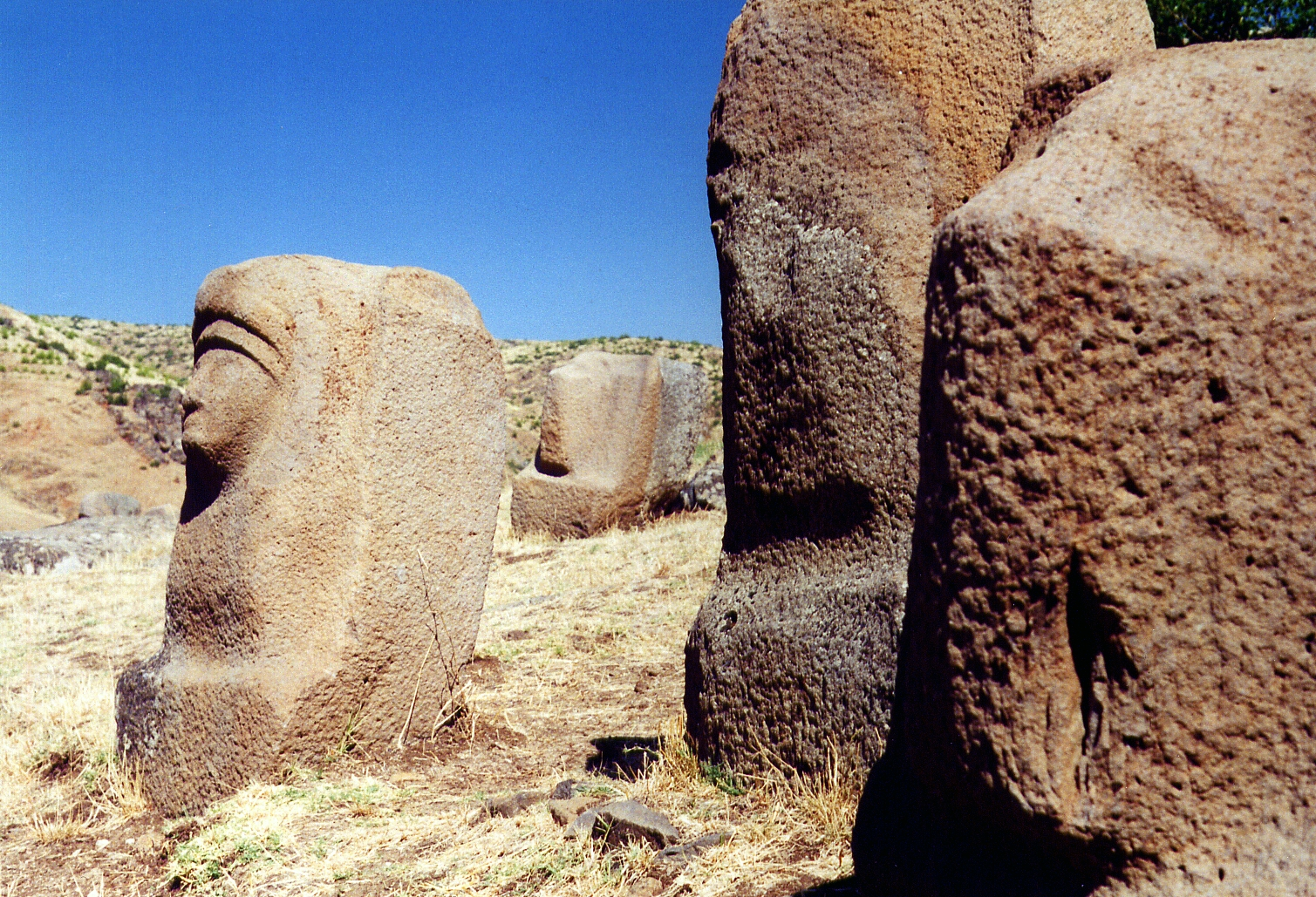
Esfinxs

El jaciment s'utilitzà com a taller d'escultura. L'establí l'emperador hitita Subiluliuma I (que hi regnà entre 1344 i 1322 ae). Quan desaparegué l'Imperi Hitita, degué cessar-ne l'activitat, però el taller tornà a estar actiu al s. IX ae, quan Yesemek pertanyia al Regne arameu de Sam'al. Els objectes d'aquest període mostren influències aramees i assíries. Al s. VIII ae, el lloc estigué sota control dels assiris i després fou abandonat. No és clar si els artesans simplement deixaren de treballar o si se'ls dugueren a la capital assíria. L'àrea al voltant del taller és coberta en la seua majoria de basalt.
Entre els 300 objectes desenterrats, hi ha esfinxs, lleons, carruatges, déus, etc.

### Escultures

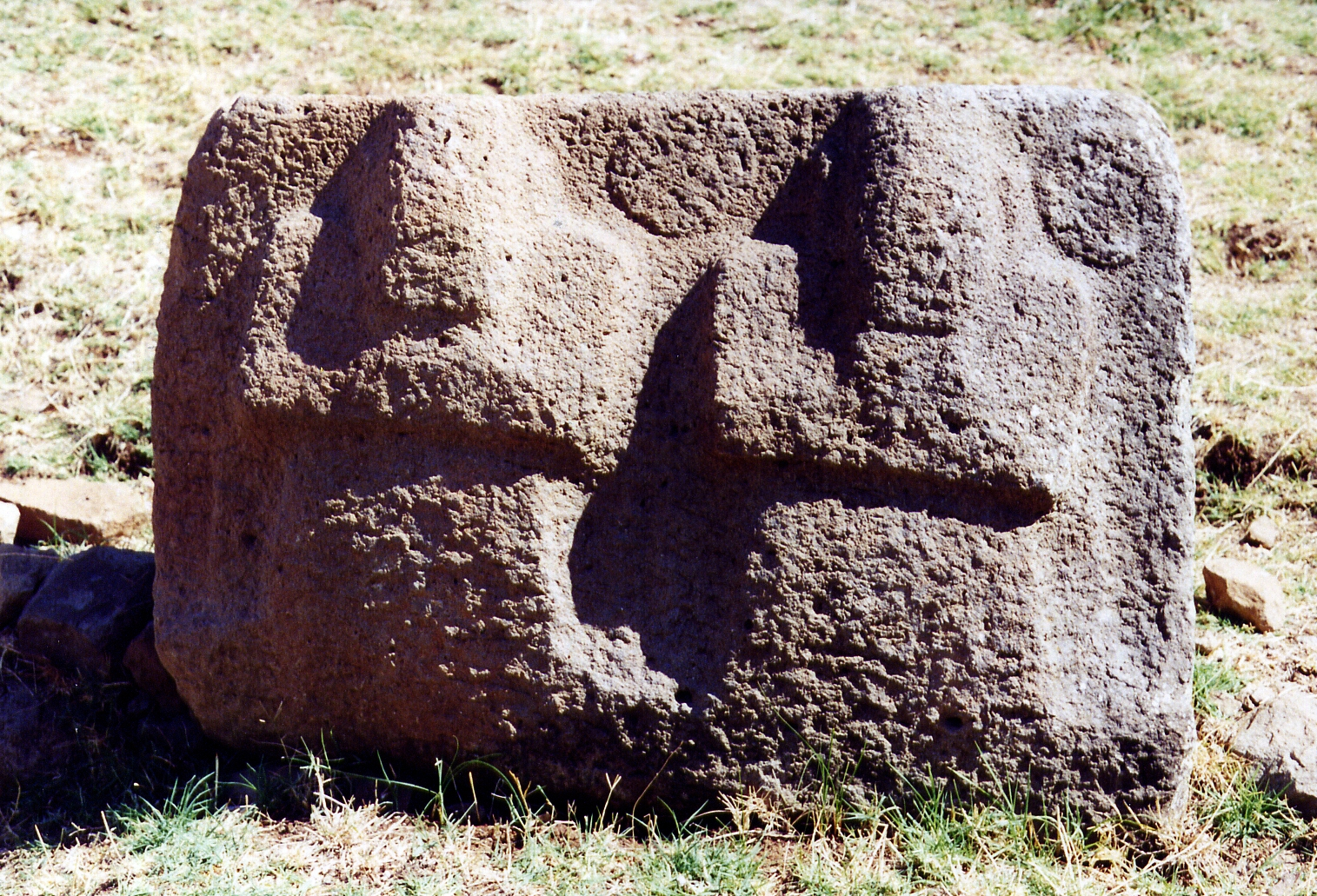
Déus de les muntanyes

Hi ha diversos tipus bàsics d'escultures al lloc. La majoria són esfinxs amb cap de dona i cos de lleó, o directament lleons, alguns amb ales. Aquestes escultures d'esfinxs i lleons estaven probablement pensades per flanquejar els portons de les ciutats hitites i dels palaus i temples, i són molt semblants a les estàtues trobades a Hattusa i Alaca Höyük.
A més, hi ha grups de déus de les muntanyes de braços plegats sobre el pit, relleus d'escenes de caça i un home gos. Es creu que aquests objectes eren encàrrecs especials. Els déus de les muntanyes s'assemblen als usats com a suport al santuari d'Eflatun Pinar.
S'han descobert escultures en totes les fases de la seua producció. Una esfinx particularment notable descoberta a Zincirli s'exposa al Museu de Gaziantep.

### Pedrera

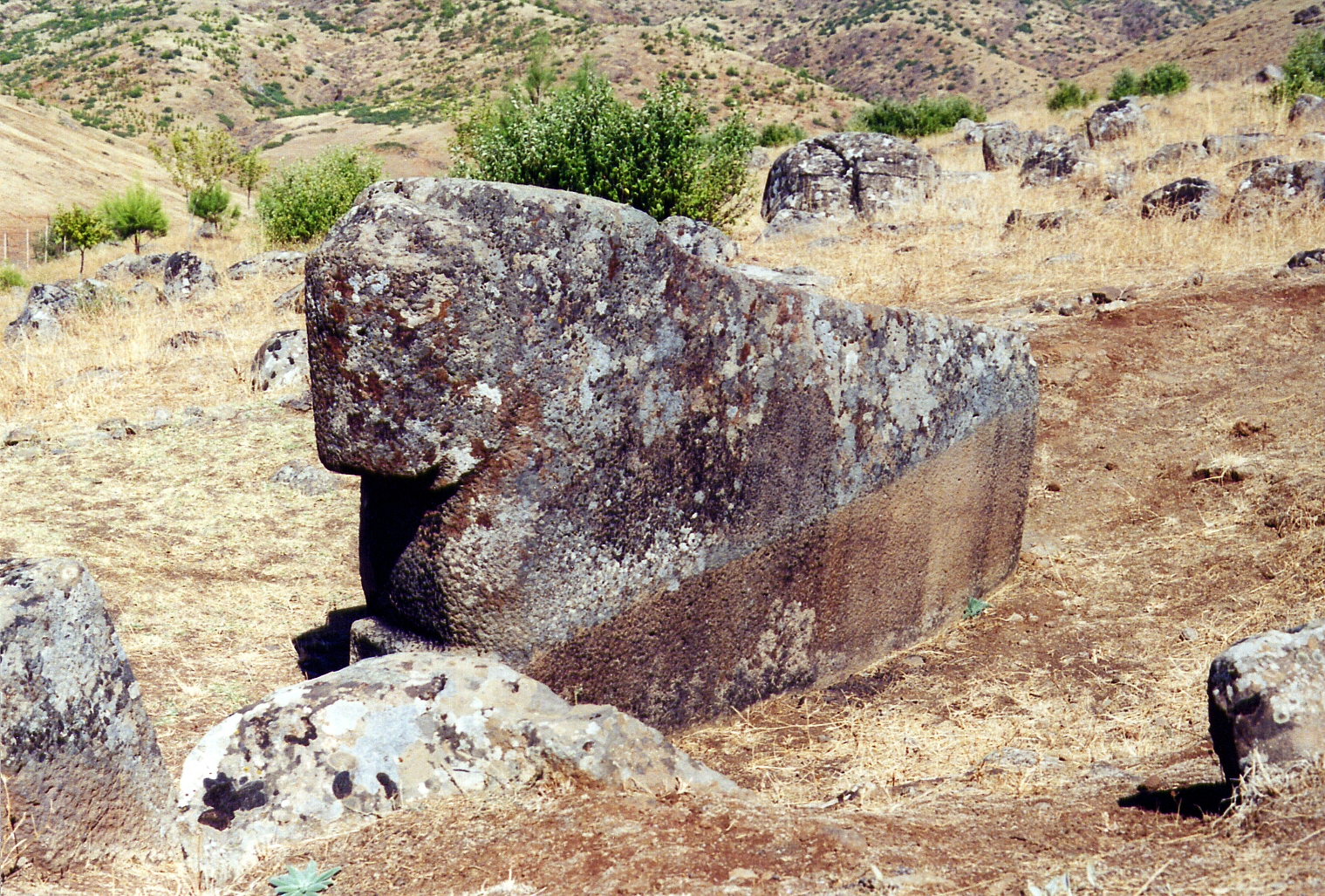
Lleó per a portal

A la pedrera, es trencaven grans blocs de basalt roig colpejant les esquerdes que tingueren amb martell i cisell. S'introduïen tascons de fusta en les clivelles i s'hi tirava aigua, que provocava que la fusta s'expandira, i partira els blocs de pedra en fragments més petits. Aquests se'n tallaven amb cisell i la cara exterior se suavitzava. A això li seguia el tallat fi i el poliment de la peça resultant. Els detalls finals no es realitzaven per norma general al taller, sinó al lloc de destinació. Es desconeix la forma en què es transportaven les peces.

## Estatus com a Patrimoni de la Humanitat
Aquest lloc fou afegit el 2012 a la llista indicativa de Turquia per sol·licitar la seua inclusió en la llista del Patrimoni de la Humanitat de la UNESCO en la categoria cultural.